# Тајанч Ајајдин
Тајанч Ајајдин (тур. Tayanç Ayaydın; Истанбул, 7. август 1979) турски је глумац.